# Ljubko Deresch

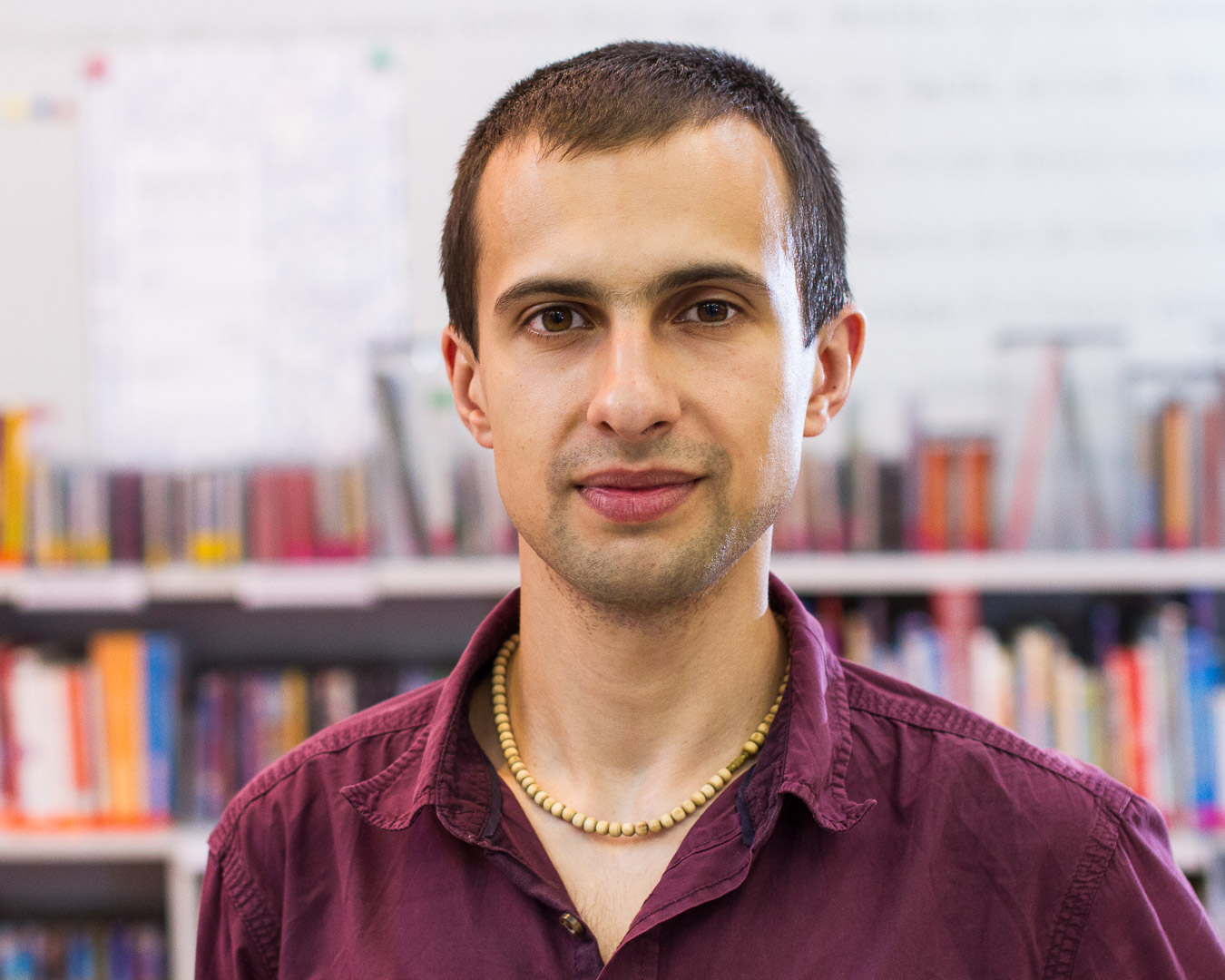
Ljubko Deresch, 2015

Ljubomir Miroslawowytsch Deresch (ukrainisch Любоми́р Миросла́вович Де́реш; * 3. Juli 1984 in Lwiw, Ukrainische SSR) ist ein ukrainischer Schriftsteller.
Deresch ist Autor von vier Romanen und zahlreichen Erzählungen. Sein zweiter Roman „Kult“ erschien im Oktober 2005 auf Deutsch im Suhrkamp Verlag in der edition suhrkamp. Sein bereits 2000 geschriebener, allerdings erst 2002 in einer Zeitschrift (und 2004 in Buchform) veröffentlichter Debütroman „Die Anbetung der Eidechse. Oder: Wie man Engel vernichtet“ erschien auf Deutsch im November 2006.
Dereschs Romane nehmen sich die phantastische und Horrorliteratur von H. P. Lovecraft, Edgar Allan Poe und Stephen King zum Vorbild. Sie enthalten zahlreiche Anspielungen auf diese Autoren und auf die Werke zeitgenössischer und klassischer ukrainischer Schriftsteller.
Deresch hat im Sommer 2006 sein Studium der Wirtschaftswissenschaft an der Nationalen Iwan-Franko-Universität Lemberg abgeschlossen. Er ist jetzt  freier Schriftsteller.

## Auszeichnungen
- 2014: H. C. Artmann-Stipendium (Salzburg)

## Werke
- ТАМ, ДЕ ВІТЕР, 2021. Anetta Antoneko Publishers. Deutsche Ausgabe Wo der Wind ist  Schenk Verlag, Passau 2024, ISBN 978-3-949045-32-5
- Культ. Kalwarija, Lwiw 2002. ISBN 966-663-032-X
  - deutsche Ausgabe: Kult. Suhrkamp, Frankfurt am Main 2005. ISBN 3-518-12449-8

- Поклоніння ящірці. Як нищити ангелів. Kalwarija, Lwiw 2004. ISBN 966-663-146-6
  - deutsche Ausgabe: Die Anbetung der Eidechse oder wie man Engel vernichtet. Suhrkamp, Frankfurt am Main 2006. ISBN 978-3-518-12480-2

- Архе: Монолог, який усе ще триває. Kalwarija, Lwiw 2005. ISBN 966-663-151-2

- Намір! 2006
  - deutsche Ausgabe: Intent! Oder die Spiegel des Todes. Suhrkamp, Frankfurt am Main 2008. ISBN 978-3-518-12536-6

- Трохи пітьми, або На краю світу. Charkiw 2007. ISBN 978-966-343-553-4

## Kritik
- Karsten Kruschel über Die Anbetung der Eidechse oder Wie man Engel vernichtet: „Der fünfzehnjährige Autor hat offenbar schon eine ganze Menge Horrorfilme gesehen und baut alles ein, was ihn beeindruckt hat – mehrfache Komplett-Wendungen der Bedrohungslage, Rettung in letzter Sekunde, das Aufbäumen des Totgeglaubten und so weiter. Während sich die Spirale des Schreckens immer weiter dreht, schafft es Ljubko Deresch, daß seine Helden entsetzt begreifen, daß selbst der schlimmste Mistkerl ein Mensch ist. Als Fedja tot ist und sie wie durch ein Wunder – oder den Einfluß des Hyazinthenhauses – unentdeckt bleiben, stellen sie fest, daß es ihnen vollkommen egal ist, was sie getan haben. Die Anbetung der Eidechse oder Wie man Engel vernichtet ist ein perfider phantastischer Pop-Roman, den Ljubko Deresch wohlweislich nicht nur mit popkulturellen Bezügen gespickt hat, sondern auch mit spezifisch ukrainischen Verbindungen. Zwar gibt es etliche Fußnoten und am Ende gar Anmerkungen der Übersetzerin, die zwar einiges erklären, aber unweigerlich den Eindruck hinterlassen, daß so manche Anspielung unverstanden bleiben muß.“[1]